# Mónica Toussaint
Mónica Toussaint Ribot (México, D.F., 20 de abril de 1959) es una especialista en estudios sobre Centroamérica y las relaciones de esta región con México. Es licenciada en estudios latinoamericanos por la Facultad de Filosofía y Letras de la Universidad Nacional Autónoma de México (UNAM) (1985), maestra en estudios latinoamericanos por la Facultad de Ciencias Políticas y Sociales de la misma universidad (1993) y doctora en estudios latinoamericanos por la Facultad de Filosofía y Letras (1999).

## Actividad docente y líneas de investigación
Es profesora-investigadora de tiempo completo del Instituto de Investigaciones Dr. José María Luis Mora desde 1984 y tutora del Posgrado en Estudios Latinoamericanos de la UNAM. Sus líneas de investigación son: guerra y posguerra en Centroamérica; México en Centroamérica, 1979-2009; la historia oral de la diplomacia mexicana; la historia de la frontera sur de México; Estados Unidos, México y Centroamérica: política exterior e intereses estratégicos. Es miembro del Sistema Nacional de Investigadores y de la Academia Mexicana de Ciencias.

## Reconocimientos
Ha recibido diversos reconocimientos: Premio Francisco Javier Clavijero del Instituto Nacional de Antropología e Historia a la mejor investigación en historia (2007); el Premio Antonio García Cubas, por el mejor libro de divulgación (obra colectiva), otorgado por el Instituto Nacional de Antropología e Historia (2011), y el segundo lugar en el concurso "Un siglo de relaciones México-Centroamérica, 1890-1990", otorgado conjuntamente por el Instituto Nacional de Estudios Históricos de la Revolución Mexicana (INEHRM), por el Acervo Histórico Diplomático de la Secretaría de Relaciones Exteriores y por el Programa Cultural de las Fronteras del Consejo Nacional para la Cultura y las Artes (Conaculta) (1992).

## Publicaciones
- Guatemala, una historia breve. México: Instituto Mora/Universidad de Guadalajara/Nueva Imagen. 1988.
- Belice, una historia olvidada, México: Instituto Mora/Centro de Estudios Mexicanos y Centroamericanos (Cemca). 1993.
- La política exterior de los Estados Unidos hacia Guatemala, 1881-1885. Colección Ediciones Fuera de Colección. 202 pp. México: Instituto Mora. 2000. ISBN 970-684-032-X
- Con Guadalupe Rodríguez de Ita y Mario Vázquez Olivera: Vecindad y diplomacia: Centroamérica en la política exterior mexicana, 1821-1983. Colección Latinoamericana. México: Acervo Histórico Diplomático (AHD)/Secretaría de Relaciones Exteriores (SRE). 2001.
- Belice: textos de su historia (1670-1981). México: Instituto Mora. 2004.
- Con Manuel Ángel Castillo y Mario Vázquez Olivera: Espacios diversos, historia en común. México, Guatemala y Belice: la construcción de una frontera. México: AHD/SRE. 2006.
- Con Manuel Ángel Castillo: Diagnóstico sobre las migraciones centroamericanas en el estado de Chiapas y sus impactos socioculturales. México: AECID-Centro Cultural de España en México, 2008 (www.mirandosur.org).
- Antonio de Icaza: la alegría de servir. Colección Historia Oral de la Diplomacia Mexicana. México: Instituto Matías Romero/SRE. 2009.
- Con Manuel Ángel Castillo y Mario Vázquez Olivera: Centroamérica. En Mercedes de Vega (coord.), Historia de las relaciones internacionales de México: 1821-2010, t. 2. México: AHD/SRE. 2011.
- Con Mario Vázquez Olivera: Territorio, nación y soberanía: Matías Romero ante el conflicto de límites entre México y Guatemala. México: AHD/SRE. 2012.
- Diplomacia en tiempos de guerra. Memorias del Embajador Gustavo Iruegas. México: Instituto Mora/Centro de Investigaciones sobre América Latina y el Caribe (CIALC)/La Jornada. 2013. 542 pp. Colección Historia Internacional. México: Editorial Mora. ISBN 978-607-9294-13-7[2]
- Editora con Guillermo Fernández Ampié: Modesto Armijo Lozano. Diario dedicado a su esposa Carmenza Mejía Aráuz (octubre de 1926-julio de 1927), México, Instituto Mora, 2015.
- Co-coordinadora con Natalia Armijo: Centroamérica después de la firma de los acuerdos de paz: violencia, seguridad, fronteras y migración, México, Instituto Mora-Universidad de Quintana Roo, 2015.
- Con Guillermo Fernández Ampié: México y Centroamérica: momentos de una historia que nos une, 1960-2018, México, Instituto Mora-Proyecto Región Transfronteriza México-Guatemala, 2019.
- Con Marisol Garzón: México, Guatemala y Belice: tres caras de una historia fronteriza. Siglos XIX-XXI, México, Instituto Mora-Proyecto Región Transfronteriza México-Guatemala, 2019.
- Co-coordinadora con Natalia Armijo Canto: Guerra y posguerra en Centroamérica, México, Instituto Mora-Universidad de Quintana Roo, 2020.
- Co-coordinadora con Marisol Garzón: Dinámicas y conflictos en una región transfronteriza: México, Guatemala y Belice, México, Instituto Mora-Proyecto Región Transfronteriza México-Guatemala, 2020.
- Co-coordinadora con Guillermo Fernández Ampié: México frente a Centroamérica: voces sobre la dimensión geopolítica regional, 1959-2019, México, Instituto Mora-Proyecto Región Transfronteriza México-Guatemala, 2020.